# اچ‌ام‌اس نپتون (۲۰)
اچ‌ام‌اس نپتون (۲۰) (به انگلیسی: HMS Neptune (20)) یک کشتی بود که طول آن ۵۵۴٫۹ فوت (۱۶۹٫۱ متر) بود. این کشتی در سال ۱۹۳۳ ساخته شد.